# عدم تكون القضيب
عدم تكون القضيب (بالإنجليزية: Aphallia)‏ هو تشوه خلقي يكون فيه القضيب ( أو البظر ) غير متكون (غائب).